# Hermann Junghans
Hermann Junghans (* 17. Juni 1965 in Lübeck) ist ein deutscher Jurist, Numismatiker und Politiker (CDU).

## Leben
Junghans ist der Sohn eines Lübecker Handwerksmeisters. Nach der Mittleren Reife absolvierte er eine Lehre als Tiefbaufacharbeiter und erlangte das Abitur am Technischen Fachgymnasium in Lübeck. Im Anschluss an seinem Wehrdienst studierte er Rechtswissenschaften an der Universität Kiel. Junghans war fünf Jahre als Rechtsanwalt in Lübeck tätig. 2002 wurde er zum Beigeordneten in Schwerin gewählt. Hier leitete er von 2002 bis 2007 das Dezernat Kultur, Sport, Schule, Jugend und Soziales. Das Versagen des Jugendamts beim Tod der fünfjährigen Lea-Sophie im Plattenbauviertel Lankow führte zur Forderung seiner Abberufung. Diese scheiterte in der Stadtvertretung, Junghans verlor jedoch den Bereich Jugend an Wolfram Friedersdorff und erhielt ein neu zugeschnittenes Dezernat Kultur, Umwelt, Brand- und Katastrophenschutz, Bürgerangelegenheiten und Gesundheit. Der Oberbürgermeister Norbert Claussen wurde in einem Bürgerentscheid abgewählt. Verbunden mit dem Kulturdezernat war Junghans Aufsichtsratsvorsitzender des Mecklenburgischen Staatstheaters Schwerin. Ab 2012 arbeitete er wieder als Rechtsanwalt und Mediator in Lübeck. Sein Schwerpunkt ist Verkehrs- und Versicherungsrecht.
Seit langem beschäftigt sich Junghans mit historischen Themen, insbesondere der Geldgeschichte. 2015 wurde er von der Universität Leipzig mit einer Dissertation zur deutschen Münzgeschichte des 19. Jahrhunderts zum Dr. phil. promoviert. Er publiziert regelmäßig zu geschichtlichen Themen.

## Politik und Mandate
Junghans trat 1981 der Jungen Union und 1982 der CDU bei. Von 1989 bis 1992 war er Kreisvorsitzender der Jungen Union in Lübeck. Von 1990 bis 2002 war er Mitglied der Lübecker Bürgerschaft, von 1998 bis 2002 auch Vorsitzender ihres Kulturausschusses. 2018 kehrte er als bürgerliches Mitglied in den Kulturausschuss zurück. Seit 2019 ist er Aufsichtsratsmitglied der Stadtwerke Lübeck Holding GmbH. 2021 wurde er stellvertretender Kreisvorsitzender der CDU Lübeck. Im Februar 2024 wurde Junghans zum Kreisvorsitzenden der Lübecker CDU gewählt.
Bei der Landtagswahl 2022 kandidierte er im Wahlkreis Lübeck-Ost. Er erhielt 36,8 Prozent der Erststimmen vor Jörn Puhle (SPD) mit 28,2 Prozent und wurde direkt gewählt. Thomas Rother (SPD), der den Wahlkreis 2012 und 2017 gewonnen hatte, war nicht wieder angetreten. Damit gewann erstmals ein CDU-Kandidat den Wahlkreis direkt.

## Werke
- Das Erbe der Geschichte: vom Sinn, den Erfolgen, den Lehren und den Spuren der Geschichte – eine geschichtsphilosophische Betrachtung. Berlin; Milow; Strasburg: Schibri 2004 ISBN 978-3-933978-93-6
- (Hrsg.) Waldglas in Mecklenburg. Schwerin: Helms 2010
- Gedanken Anstöße: Aphorismen über das Leben. Berlin: epubli 2012 ISBN 978-3-8442-2333-0
- Kleine Geschichte der Philosophie. Lübeck: Selbstverlag 2016, 2. Auflage 2020
- Entwicklungen und Konvergenzen in der Münzprägung der deutschen Staaten zwischen 1806 und 1873 unter besonderer Berücksichtigung der Kleinmünzen. Stuttgart: Franz Steiner 2019 ISBN 978-3-515-11940-5 (zugl. Diss.)
- (Hrsg.), mit Dieter Faßbender: Großer deutscher Münzkatalog: von 1800 bis heute. Regenstauf: Battenberg 2021 ISBN 978-3-86646-203-8